# Ромбовий скат
Ромбовий скат (Raja) — рід скатів родини ромбові скати (Rajidae).

## Етимологія
Ромбові скати названі так через їх ромбовий вигляд.

## Морфологія
Тулуб простягається від морди до основи хвоста. Рот і зябра розташовані на нижній стороні тіла. Парування зазвичай відбувається навесні і самиця відкладає численні яйця в кладці, які укладені в шкірястий покрив, широко відомий як «гаманець русалки». Види розрізняються за розміром. Довжина дорослих особин Raja erinacea становить 50 см, а то і менше. Особини Raja binoculata можуть сягати 2,5 м в довжину. Ці морські жителі активні як вдень, так і вночі, і зазвичай харчуються молюсками, ракоподібними і рибою. Їх можна знайти в більшості частин світу, від тропічних до арктичних вод недалеко від мілководді на глибині понад 2700 метрів. Ромбові скати та пов'язаних з ними види викопних істот жили в водах починаючи з верхнього крейдяного періоду, таким чином, це добре пристосовані та досить стародавні види.

## Класифікація
Повна класифікація:
- Raja ackleyi  Garman, 1881[1]
- Raja acutidens  Owen, 1853
- Raja africana  Capapé, 1977[2]
- Raja apteronota  Lacépède, 1802
- Raja asperrima  Nardo, 1827
- Raja asterias  Delaroche, 1809[3]
- Raja bahamensis  Bigelow & Schroeder, 1965[4]
- Raja brachyura  Lafont, 1873[5]
- Raja cervigoni  Bigelow & Schroeder, 1964[6]
- Raja clavata  Linnaeus, 1758[7] — Морська лисиця
- Raja cuculus  Lacépède, 1802
- Raja cynosbatus  Philippi, 1896
- Raja equatorialis  Jordan & Bollman, 1890[8]
- Raja fasciata  Shaw, 1804
- Raja granulosa  Bloch & Schneider, 1801
- Raja herwigi  Krefft, 1965[9]
- Raja koehleri  Curtiss, 1938
- Raja leucobatos  Gronow, 1854
- Raja maderensis  Lowe, 1838[10]
- Raja mauritaniensis  White & Fricke, 2021
- Raja microocellata  Montagu, 1818[11]
- Raja miraletus  Linnaeus, 1758[12]
- Raja molaridens  Owen, 1853
- Raja montagui  Fowler, 1910[13]
- Raja montereyensis  Gilbert, 1915
- Raja morula  Nardo, 1827
- Raja mucosa  Steller, 1814
- Raja mucosissima  Nardo, 1827
- Raja nigra  Lacépède, 1802
- Raja ocellifera  Regan, 1906
- Raja pigara  Rafinesque, 1810
- Raja pita  Fricke & Al-Hassan, 1995
- Raja polystigma  Regan, 1923[14]
- Raja quadriloba  Le Sueur, 1817
- Raja radula  Delaroche, 1809[15]
- Raja rhombea  Osbeck, 1770
- Raja rhomboidalis  Tilesius, 1802
- Raja rondeleti  Bougis, 1959[16]
- Raja rouxi  Capapé, 1977[17]
- Raja scabra  Linnaeus, 1764
- Raja specula  Blainville, 1825
- Raja straeleni  Poll, 1951)[18]
- Raja tautirana  Curtiss, 1938
- Raja texana  Chandler, 1921[19]
- Raja undulata  Lacépède, 1802[20]
- Raja velezi  Chirichigno F., 1973[21]
- Raja virgata  Geoffroy St. Hilaire, 1817
- Raja vulgaris  Olafsen & Povelsen, 1775